# جيمي كينيدي (لاعب كرة قدم)
جيمي كينيدي (بالإنجليزية: Jimmy Kennedy)‏ (8 مايو 1883 بدندي في المملكة المتحدة - 20 يوليو 1947 بغلاسكو في المملكة المتحدة) هو لاعب كرة قدم بريطاني (وحمل سابقاً جنسية المملكة المتحدة لبريطانيا العظمى وأيرلندا) في مركز الدفاع. لعب مع برايتون أند هوف ألبيون وتوتنهام هوتسبير وستوكبورت كونتي وسويندون تاون ونادي سلتيك ونادي غيلينغهام ونادي واتفورد ونورويتش سيتي ونادي ليدز ‏.